# Edmond Audran
Edmond Audran (Lyon, 12 de abril de 1840 - París, 17 de agosto de 1901) fue un compositor francés. 
Hijo del tenor Mario Audran, en 1861 aceptó el puesto de organista en la iglesia de San José de Marsella. Hizo su primera aparición como compositor dramático con L'Ours et le Pacha (1862), una versión musical de un vodevil.
Intentó ganar fama como escritor de música sacra, escribió una misa y un oratorio, pero se le conoce sobre todo como compositor de óperas y operetas. Su primer éxito en París fue Les Noces d'Olivette (1879). La Mascotte (1880), Miss Helyet (1890) y La poupée (1896) fueron sus obras de más éxito.